# Konstanzprüfung
Unter der Konstanzprüfung versteht man eine Überprüfung von Bezugswerten im Rahmen der Qualitätssicherung in der Röntgendiagnostik, der nuklearmedizinischen Diagnostik und der Strahlentherapie. Es ist in jeweiligen nationalen Bestimmungen festgelegt, welche Parameter zu prüfen sind, welche Grenzwerte einzuhalten sind, welche Prüfverfahren anzuwenden und welche Prüfkörper zu benutzen sind. Die Bezugswerte der Konstanzprüfung werden bei der (Teil-)Abnahmeprüfung mit Messmitteln des Betreibers festgelegt.

## Ärztliche Stelle – Zahnärztliche Stelle
Die Ärztliche Stelle ist eine in der Regel bei den jeweiligen deutschen Ärztekammern angesiedelte Einrichtung zur Qualitätssicherung bei der medizinischen Strahlenanwendung. Von den Zahnärztekammern werden – teilweise gemeinsam mit den Kassenzahnärztlichen Vereinigungen – entsprechende Zahnärztliche Stellen (auch Röntgenstellen genannt) unterhalten.

## Konstanzprüfung in der Radiologie

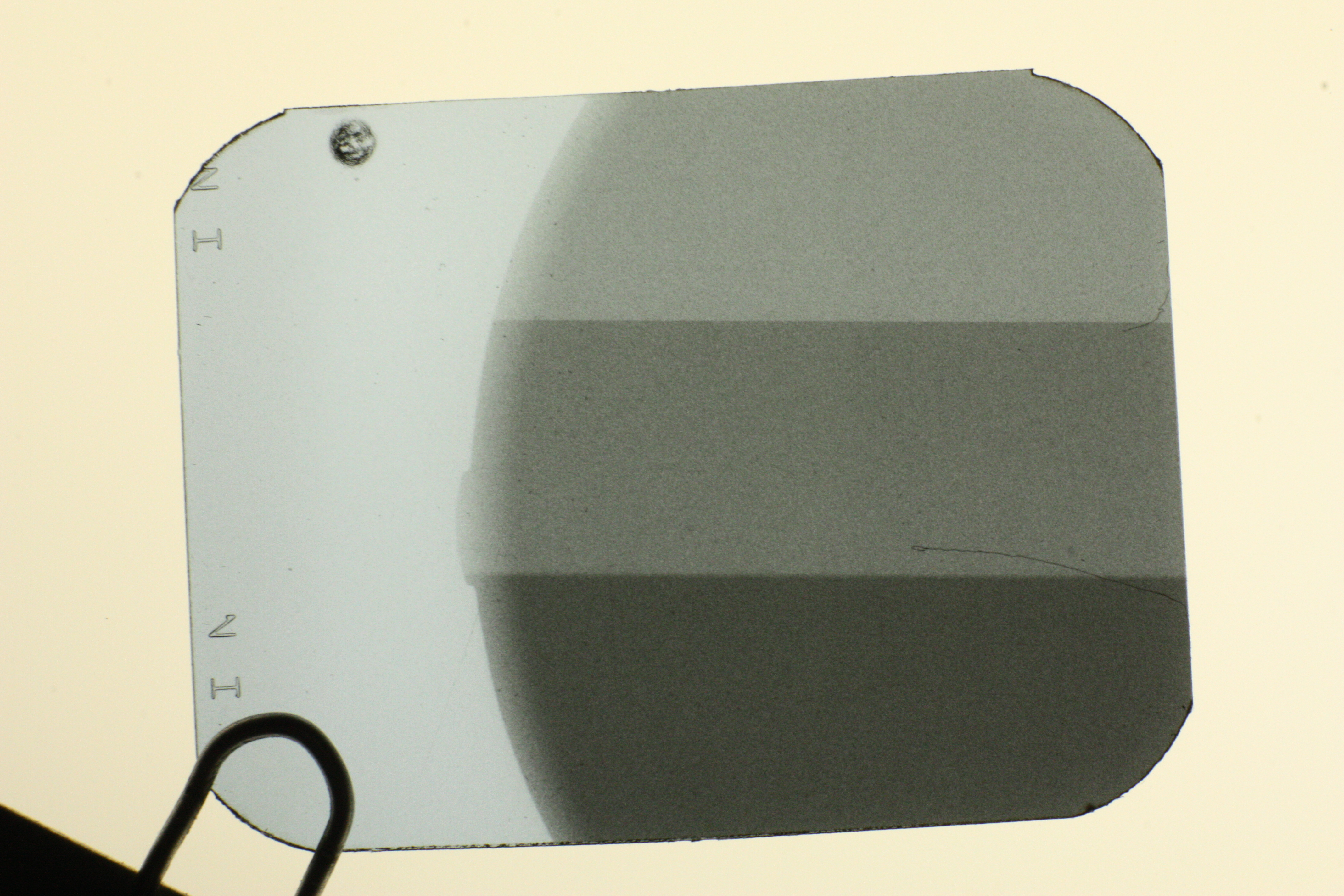
Streifenaufnahme für die Konstanzprüfung (Zahnfilm: zahnärztliche Röntgenaufnahme)

Die Konstanzprüfung ist für Deutschland in der mehrteiligen DIN 6868 für verschiedene Anwendungsbereiche definiert. Folgende Normteile sind verfügbar (Stand Februar 2017):
- Teil 001: Allgemeines
- Teil 002: Konstanzprüfung der Filmverarbeitung
- Teil 003: Konstanzprüfung bei Direktradiographie
- Teil 004: Konstanzprüfung an medizinischen Röntgeneinrichtungen zur Durchleuchtung
- Teil 005: Konstanzprüfung nach RöV an zahnärztlichen Röntgeneinrichtungen
- Teil 007: Konstanzprüfung an Röntgen-Einrichtungen für Mammographie
- Teil 011: Konstanzprüfung des Aufzeichnungssystems und der Kamera in der Röntgenkinematographie (eingestellt)
- Teil 012: Konstanzprüfung an Bilddokumentationssystemen (Vornorm)
- Teil 013: Konstanzprüfung nach RöV bei Projektionsradiographie mit digitalen Bildempfänger-Systemen
- Teil 014: Konstanzprüfung nach RöV an Röntgeneinrichtungen für digitale Mammographie
- Teil 015: Konstanzprüfung nach RöV an zahnmedizinischen Röntgeneinrichtungen zur digitalen Volumentomographie
- Teil 016: Dokumentation der klinischen Bildverarbeitungsparameter bei digitalen Röntgensystemen (Entwurf)
- Teil 055: Abnahmeprüfung an medizinischen Röntgen-Einrichtungen; Funktionsprüfung der Filmverarbeitung (Vornorm)
- Teil 056: Abnahmeprüfung an Bilddokumentationssystemen
- Teil 057: Abnahmeprüfung an Bildwiedergabegeräten (Vornorm)(eingestellt)
- Teil 058: Abnahmeprüfung an medizinischen Röntgeneinrichtungen der Projektionsradiographie mit digitalen Bildempfängersystemen (Vornorm)(eingestellt)
- Teil 100: Bestimmung physikalischer Kenngrößen zur Bewertung der Bildqualität an Röntgeneinrichtungen für digitale Mammographie (Entwurf)
- Teil 150: Abnahmeprüfung nach RöV an medizinischen Röntgeneinrichtungen für Aufnahme und Durchleuchtung
- Teil 151: Abnahmeprüfung nach RöV an zahnärztlichen Röntgeneinrichtungen; Regeln für die Prüfung der Bildqualität nach Errichtung, Instandsetzung und Änderung
- Teil 152: Abnahmeprüfung nach RöV an Röntgeneinrichtungen für Film-Folien-Mammographie
- Teil 157: Abnahme- und Konstanzprüfung nach RöV an Bildwiedergabesystemen in ihrer Umgebung
- Teil 159: Abnahme- und Konstanzprüfung in der Teleradiologie nach RöV
- Teil 160: Qualitätsanforderungen für Befundaufnahmen auf nichttransparenten Medien in der zahnärztlichen Röntgendiagnostik
- Teil 161: Abnahmeprüfung nach RöV an zahnmedizinischen Röntgeneinrichtungen zur digitalen Volumentomographie
- Teil 162: Abnahmeprüfung nach RöV an Röntgeneinrichtungen für digitale Mammographie
- Teil 163:  Abnahme- und Konstanzprüfung nach RöV an Röntgeneinrichtungen für digitale mammographische Stereotaxie (Entwurf)

Weitere Vorschriften zur Durchführung von Konstanzprüfungen in der Radiologie finden sich in der Qualitätssicherungs-Richtlinie (QS-RL).
Für die Konstanzprüfungen haben die Ärztlichen Stellen einen Leitfaden herausgegeben (Wegweiser Radiologie Stand 2012).

## Konstanzprüfung in der Nuklearmedizin
Die Konstanzprüfung ist für Deutschland in der mehrteiligen DIN 6855 für verschiedene Anwendungsbereiche definiert. Folgende Normteile sind verfügbar (Stand Februar 2017):
- Teil 01: In-vivo- und In-vitro-Messplätze
- Teil 02: Einkristall-Gamma-Kameras zur planaren Szintigraphie und zur Einzel-Photonen-Emissions-Tomographie mit Hilfe rotierender Messköpfe
- Teil 04: Konstanzprüfung von Positronen-Emissions-Tomographen (PET)
- Teil 11: Aktivimeter

## Konstanzprüfung multimodaler Geräte
Die Norm DIN 6858 erfasst Geräte, die Bildgebungsverfahren verschiedener Disziplinen kombinieren. Folgende Teile sind verfügbar (Stand Februar 2017):
- Teil 01: Konstanzprüfung PET/CT
- Teil 02: Konstanzprüfung SPECT/CT (Entwurf)

## Konstanzprüfung in der Strahlentherapie
| \| \| DIN 6846-5 \| |                                            |
| Bereich             | Qualitätssicherung in der Strahlentherapie |
| Titel               | Medizinische Gammabestrahlungsanlagen      |
| Kurzbeschreibung:   | Konstanzprüfung                            |
| Letzte Ausgabe      | März 1992                                  |
|                     | DIN 6846-5                                 |

|  | DIN 6846-5 |

| \| \| DIN 6847-5, -6 \| |                                              |
| Bereich                 | Qualitätssicherung in der Strahlentherapie   |
| Titel                   | Medizinische Elektronenbeschleuniger-Anlagen |
| Kurzbeschreibung:       | Konstanzprüfung                              |
| Letzte Ausgabe          | 2008-09, 2012-09                             |
|                         | DIN 6847-5, -6                               |

|  | DIN 6847-5, -6 |

| \| \| DIN 6853-5 \| |                                                                         |
| Bereich             | Qualitätssicherung in der Strahlentherapie                              |
| Titel               | Medizinische ferngesteuerte, automatisch betriebene Afterloading-Anlage |
| Kurzbeschreibung:   | Konstanzprüfung                                                         |
| Letzte Ausgabe      | September 2012                                                          |
|                     | DIN 6853-5                                                              |

|  | DIN 6853-5 |

| \| \| DIN 6873-5 \| |                                            |
| Bereich             | Qualitätssicherung in der Strahlentherapie |
| Titel               | Bestrahlungsplanungssysteme                |
| Kurzbeschreibung:   | Konstanzprüfung                            |
| Letzte Ausgabe      | August 1993                                |
|                     | DIN 6873-5                                 |

|  | DIN 6873-5 |

| \| \| DIN 6875 \| |                                                                                          |
| Bereich           | Qualitätssicherung in der Strahlentherapie                                               |
| Titel             | Teil 2: Perkutane stereotaktische Bestrahlung, Teil 4: Fluenzmodulierte Strahlentherapie |
| Kurzbeschreibung: | Konstanzprüfung                                                                          |
| Letzte Ausgabe    | 2008-11, 2011-10                                                                         |
|                   | DIN 6875                                                                                 |

|  | DIN 6875 |

Die Konstanzprüfung ist für Deutschland je nach Anwendungsgebiet in verschiedenen Normen beschrieben. Folgende Normen und Normteile sind verfügbar (Stand Februar 2014):
- DIN 6846-5: Konstanzprüfungen apparativer Qualitätsmerkmale
- DIN 6847-5: Konstanzprüfungen von Kennmerkmalen
- DIN 6847-6: Elektronische Bildempfänger (EPID) – Konstanzprüfung
- DIN 6853-5: Konstanzprüfung von Kennmerkmalen
- DIN 6873-5: Konstanzprüfungen von Qualitätsmerkmalen
- DIN 6873-5: Konstanzprüfungen von Qualitätsmerkmalen (Norm-Entwurf 2013)
- DIN 6875-2: Perkutane stereotaktische Bestrahlung – Konstanzprüfungen
- DIN 6875-4: Fluenzmodulierte Strahlentherapie – Konstanzprüfungen

Weitere Vorschriften zur Durchführung von Konstanzprüfungen in der Nuklearmedizin und Strahlentherapie finden sich in der Richtlinie „Strahlenschutz in der Medizin“.